# José Joaquín de Nava y Cabezudo
José Joaquín de Nava y Cabezudo, (n. Pamplona, Navarra - m. Granada, Nicaragua, 10 de abril de 1784) fue un militar español, que de 1764 a 1773 fue gobernador de la provincia de Costa Rica.
Casó en Ciudad Rodrigo con Paula Álvarez. De este matrimonio nacieron dos hijos: José Antonio, teniente del regimiento provincial de Toro, y Francisca Isabel, que casó con Antonio Melena y Prado.
Sirvió como militar en España, Italia y Cartagena de Indias y alcanzó el grado de teniente coronel. Con autorización especial de la Corona, fue nombrado por el virrey de Santa Fé como gobernador interino de Costa Rica, designación confirmada el 7 de febrero de 1764 por el presidente de la Real Audiencia de Guatemala Alonso Fernández de Heredia. Tomó posesión del cargo el 3 de abril de ese año, y el 23 de junio de 1765 el rey Carlos III de España le expidió el título de gobernador en propiedad.
Durante su gobierno se exploró un nuevo camino a Térraba, se concluyó la iglesia de Orosi y Matina fue saqueada por los zambos mosquitos. Para prevenir nuevas incursiones, José de Joaquín de Nava y Cabezudo hizo en 1769 un arreglo de paz y amistad con los zambos mosquitos, que fue aprobado por el presidente de la Real Audiencia de Guatemala, Pedro de Salazar Herrera. 
El 14 de junio de 1773 entregó el poder a Juan Fernández de Bobadilla y Gradi, nombrado gobernador desde el 9 de septiembre de 1771, y permaneció en Cartago, Costa Rica, viviendo con su amante Joaquina López del Corral y Arburola, dama de la aristocracia local, que le dio varias hijas. Sin embargo, en 1778, con base en una orden de Carlos III emitida a solicitud de su esposa y sus hijos, tuvo que abandonar Costa Rica y se trasladó a Nicaragua. Allí utilizó diversos subterfugios para eludir el cumplimiento de la orden regia, entre ellos el de colaborar con la defensa de Nicaragua. Fue nombrado comandante del fuerte de San Carlos y colaboró con la defensa del río San Juan frente a las incursiones de los británicos.
Murió en Granada, Nicaragua, el 10 de abril de 1784. Su yerno José María de Peralta y La Vega fue presidente de la Junta Gubernativa de Costa Rica en 1822.